# Örnsköldsvik (gemeente)
Örnsköldsvik is een Zweedse gemeente in de provincie Västernorrlands län. Ze heeft een totale oppervlakte van 8484,9 km² en telde 54.945 inwoners in 2004. 
Het gebied kent een rijke variatie aan natuurschoon met onder andere de Hoge Kust, een werelderfgoed. Ook kent het gebied door zijn grote aantallen meren, rivieren en beken een hoge visstand. Het gebied is door de Zweedse overheid aangewezen als ontwikkelingsgebied.

## Plaatsen

### Tätorter
| - Örnsköldsvik - Bjästa - Husum - Köpmanholmen - Bredbyn - Gimåt | - Mellansel - Överhörnäs - Björna - Sidensjö - Billsta - Åmynnet | - Arnäsvall - Moliden - Västerhus - Gideå - Gottne - Långviksmon |

### Småorter
| - Trehörningsjö - Skorped - Solberg - Näske - Kubbe en Norrflärke - Fannbyn - Dekarsön - Nötbolandet | - Nyliden - Haffsta en Vägersta - Bölen en Skulnäs - Banafjäl - Bergom - Mosjö - Flärke - Hemling | - Lunne en Ström - Leding - Drömme - Nybyn - Norrflärke - Myckelgensjö - Dombäck |